# اخستان یکم
اَخسِتان یکم پس از کشته شدن برادرش فریدون دوم در سال ۵۳۹ تا هنگام مرگ در ۵۷۶ جلالی ۲۱اُمین شروانشاه بود. او به سبب جابه‌جایی پایتخت شروانشاهان از شَماخی به باکو در پی تصرف شماخی به دست قِزِل اَرسَلان شناخته می‌شود. او ممدوح فَلَکی و خاقانی بوده است.
نمونه را خاقانی در مدحش می‌گوید:
| تریاق ما چهر ملک پور منوچهر ملک     |  | با طاعن مهر ملک طاعون سزاوار آمده    |
| از بوس لب‌های سران بر پای اسب اخستان |  | از نعل اسبش هر زمان یاقوت مسمار آمده |

همچنین نظامی گنجوی شاعر بزرگ قرن ششم ایرانی درباره اخستان یکم چنین می گوید :
دارنده تخت پادشاهی.        دارای سپیدی سیاهی 
سرخیل سپاه پاسداران.       سر جمله جمله شهریان 
خاقان جهان ملک معظم.     مطلق ملک ملوک عالم 
صاحب جهت و جلال تمکین. یعنی که جلال دولت و دین 